# Barcelona Open 2023 - Qualificazioni singolare
Le qualificazioni del singolare maschile del Barcelona Open 2023 sono state un torneo di tennis preliminare per accedere alla fase finale della manifestazione. I vincitori dell'ultimo turno sono entrati di diritto nel tabellone principale. In caso di ritiro di uno o più giocatori aventi diritto a questi sono subentrati i lucky loser, ossia i giocatori che hanno perso nell'ultimo turno ma che avevano una classifica più alta rispetto agli altri partecipanti che avevano comunque perso nel turno finale.

## Teste di serie
1. Matteo Arnaldi (qualificato)
2. Pavel Kotov (qualificato)
3. Otto Virtanen (primo turno)
4. Giulio Zeppieri (primo turno)
5. Hugo Grenier (ultimo turno)
6. Raul Brancaccio (primo turno)

1. Maximilian Marterer (primo turno)
2. Timofej Skatov (ultimo turno)
3. Jozef Kovalík (qualificato)
4. Benoît Paire (ultimo turno)
5. Geoffrey Blancaneaux (ultimo turno)
6. Oleksii Krutykh (qualificato)

## Qualificati
1. Matteo Arnaldi
2. Pavel Kotov
3. Lorenzo Giustino

1. Marco Trungelliti
2. Oleksii Krutykh
3. Jozef Kovalík

## Tabellone

### Legenda
| - Q = Qualificato - WC = Wild card - LL = Lucky loser | - ALT = Alternate - SE = Special Exempt - PR = Protected Ranking | - w/o = Walkover - r = Ritirato - d = Squalificato |

### Sezione 1
|  | Primo turno | Primo turno               | Primo turno               | Primo turno | Primo turno |  |  | Ultimo turno | Ultimo turno   | Ultimo turno   | Ultimo turno | Ultimo turno |  |
|  |             |                           |                           |             |             |  |  |              |                |                |              |              |  |
|  | 1           | Matteo Arnaldi            | Matteo Arnaldi            | 7           | 6           |  |  |              |                |                |              |              |  |
|  |             | Nicolas Moreno de Alboran | Nicolas Moreno de Alboran | 5           | 3           |  |  | 1            | Matteo Arnaldi | Matteo Arnaldi | 7            | 7            |  |
|  |             | Michael Geerts            | Michael Geerts            | 0           | 4           |  |  | 8            | Timofej Skatov | Timofej Skatov | 6(1)         | 5            |  |
|  | 8           | Timofej Skatov            | Timofej Skatov            | 6           | 6           |  |  |              |                |                |              |              |  |

### Sezione 2
|  | Primo turno | Primo turno        | Primo turno        | Primo turno | Primo turno |  |  | Ultimo turno | Ultimo turno | Ultimo turno | Ultimo turno | Ultimo turno |  |
|  |             |                    |                    |             |             |  |  |              |              |              |              |              |  |
|  | 2           | Pavel Kotov        | 3                  | 7           | 6           |  |  |              |              |              |              |              |  |
|  |             | Matteo Gigante     | 6                  | 63          | 4           |  |  | 2            | Pavel Kotov  | 6            | 2            | 6            |  |
|  |             | Oriol Roca Batalla | Oriol Roca Batalla | 4           | 4           |  |  | 10           | Benoît Paire | 2            | 6            | 3            |  |
|  | 10          | Benoît Paire       | Benoît Paire       | 6           | 6           |  |  |              |              |              |              |              |  |

### Sezione 3
|  | Primo turno | Primo turno          | Primo turno | Primo turno | Primo turno |  |  | Ultimo turno | Ultimo turno         | Ultimo turno | Ultimo turno | Ultimo turno |  |
|  |             |                      |             |             |             |  |  |              |                      |              |              |              |  |
|  | 3           | Otto Virtanen        | 7           | 4           | 4           |  |  |              |                      |              |              |              |  |
|  |             | Lorenzo Giustino     | 6(1)        | 6           | 6           |  |  |              | Lorenzo Giustino     | 6            | 1            | 7            |  |
|  | WC          | Max Alcalá Gurri     | 6           | 4           | 3           |  |  | 11           | Geoffrey Blancaneaux | 3            | 6            | 6(1)         |  |
|  | 11          | Geoffrey Blancaneaux | 3           | 6           | 6           |  |  |              |                      |              |              |              |  |

### Sezione 4
|  | Primo turno | Primo turno         | Primo turno         | Primo turno | Primo turno |  |  | Ultimo turno | Ultimo turno        | Ultimo turno | Ultimo turno | Ultimo turno |  |
|  |             |                     |                     |             |             |  |  |              |                     |              |              |              |  |
|  | 4           | Giulio Zeppieri     | Giulio Zeppieri     | 5           | 4           |  |  |              |                     |              |              |              |  |
|  |             | Àlex Martí Pujolràs | Àlex Martí Pujolràs | 7           | 6           |  |  |              | Àlex Martí Pujolràs | 7            | 2            | 4            |  |
|  |             | Marco Trungelliti   | Marco Trungelliti   | 6           | 6           |  |  |              | Marco Trungelliti   | 64           | 6            | 6            |  |
|  | 7           | Maximilian Marterer | Maximilian Marterer | 2           | 1           |  |  |              |                     |              |              |              |  |

### Sezione 5
|  | Primo turno | Primo turno      | Primo turno | Primo turno | Primo turno |  |  | Ultimo turno | Ultimo turno    | Ultimo turno    | Ultimo turno | Ultimo turno |  |
|  |             |                  |             |             |             |  |  |              |                 |                 |              |              |  |
|  | 5           | Hugo Grenier     | 7           | 2           | 6           |  |  |              |                 |                 |              |              |  |
|  | WC          | Martín Landaluce | 62          | 6           | 2           |  |  | 5            | Hugo Grenier    | Hugo Grenier    | 4            | 4            |  |
|  |             | Miljan Zekić     | 4           | 6           | 1           |  |  | 12           | Oleksii Krutykh | Oleksii Krutykh | 6            | 6            |  |
|  | 12          | Oleksii Krutykh  | 6           | 4           | 6           |  |  |              |                 |                 |              |              |  |

### Sezione 6
|  | Primo turno | Primo turno       | Primo turno       | Primo turno | Primo turno |  |  | Ultimo turno | Ultimo turno      | Ultimo turno | Ultimo turno | Ultimo turno |  |
|  |             |                   |                   |             |             |  |  |              |                   |              |              |              |  |
|  | 6           | Raul Brancaccio   | Raul Brancaccio   | 3           | 5           |  |  |              |                   |              |              |              |  |
|  | WC          | Pol Martín Tiffon | Pol Martín Tiffon | 6           | 7           |  |  | WC           | Pol Martín Tiffon | 3            | 7            | 2            |  |
|  |             | Marek Gengel      | Marek Gengel      | 3           | 2           |  |  | 9            | Jozef Kovalík     | 6            | 5            | 6            |  |
|  | 9           | Jozef Kovalík     | Jozef Kovalík     | 6           | 6           |  |  |              |                   |              |              |              |  |